# Pygmées en voie de disparition : planète en danger
Pygmées en voie de disparition : planète en danger est un livre qui évoque le quotidien et l'infortune des pygmées.  Leur lent déclin face à la civilisation moderne qui lamine leurs modes de vie.

## L’auteur
L’auteur, Michel Tagne Foko, est né dans une famille polygame, à Bandjoun au Cameroun. Bercé dans les valeurs ancestrales, épris de culture et initié aux rites de la culture Bamiléké, il est un écrivain engagé qui raconte ses racines. Il vit en France depuis 2009.

## Résumé
Après avoir fixé une cadre historique et géographique, Michel Tagne Foko fait vivre l'histoire d'une famille pygmée, au cours d'une journée. Les relations familiales, les mœurs, les coutumes. La visite des étrangers, l'injustice et l'ostracisation, par les Africains eux-mêmes. Il raconte l'intérêt de la culture pygmée: sa médecine, ses rites, ses pratiques funéraires. L'auteur, présent à l'édition 2013 de La Forêt des livres et pour qui le peuple pygmée est en danger, pense que «notre silence aura contribué à laisser disparaître cette civilisation importante pour l’écosystème et l'écologie».